# N639 (België)
De N639 is een gewestweg in de Belgische provincie Luik. De weg verbindt de N617 in Engis met de N683 in Plainevaux. De route heeft een lengte van ongeveer 12 kilometer.

## Plaatsen langs de N639
- Engis
- Neuville-en-Condroz
- Rotheux-Rimière
- Plainevaux